# Mucronella inconspicua
Mucronella inconspicua är en mossdjursart som först beskrevs av Ortmann 1890.  Mucronella inconspicua ingår i släktet Mucronella och familjen Romancheinidae. Inga underarter finns listade i Catalogue of Life.